# قرار مجلس الأمن التابع للأمم المتحدة رقم 52
قرار مجلس الأمن التابع للأمم المتحدة رقم 52، المعتمد في 22 يونيو 1948، بعد أن تلقى التقارير الأولى والثانية والثالثة للجنة الطاقة الذرية، وجه المجلس الأمين العام إلى إحالة التقريرين الثاني والثالث، إلى جانب محضر من المجلس ومداولات بشأنها، إلى الجمعية العامة والدول الأعضاء.
صدر القرار بتسعة أصوات. امتنعت أوكرانيا والاتحاد السوفياتي.